# Michael Robert Brown
Michael Robert Brown (Hartlepool, 25 januari 1977) is een voormalig betaald voetballer uit Engeland, die speelde als middenvelder gedurende zijn carrière. Hij beëindigde zijn loopbaan in 2014 bij Leeds United, na eerder onder meer gespeeld te hebben voor Tottenham Hotspur, Manchester City, Wigan Athletic en Sheffield United. Na zijn actieve carrière stapte hij het trainersvak in. Hij werd in december 2016 aangesteld als hoofdcoach van Port Vale.